# Myrtle Corbin
Josephine Myrtle Corbin (Contea di Lincoln, 12 maggio 1868 – Cleburne, 6 maggio 1928), fu una donna statunitense nata con una grave deformazione.

## Biografia
Josephine era una gemella siamese dalla vita in giù, aveva infatti due bacini separati e quattro gambe. Riusciva a muovere le gambe interne, ma non a camminarci: erano troppo deboli per reggere il suo peso.
I genitori di Corbin, William H. Corbin, 25 anni, e Nancy Sullins, 34 anni, erano entrambi così somiglianti l'uno all'altra da spingere i medici a precisare che non fossero parenti di sangue. Josephine nonostante la deformazione dovette ritenersi molto fortunata a sopravvivere assieme alla madre al parto, in quanto secondo i medici che la visitarono dopo la nascita in caso di presentazione podalica non ci sarebbero state speranze per lei e probabilmente neanche per la madre.
Quando aveva tredici anni entrò nel mondo dei fenomeni da baraccone con il soprannome "Four-Legged Girl from Texas", riscuotendo un successo tale da spingere altri showmen a falsificare due gambe extra. Nonostante ciò, all'età di 19 anni, Josephine sposò Clinton Bicknell e lasciò temporaneamente il mondo dello spettacolo. La sua prima gravidanza venne abortita perché lei si ammalò ed i medici erano preoccupati per la sua sopravvivenza, dopo ebbe sette figli di cui solo quattro superarono l'infanzia.
Dopo che i suoi figli raggiunsero l'età adulta, nel 1909, riprese ad esibirsi, oltre 20 anni dopo il suo ritiro.
Josephine Myrtle Corbin morì nel maggio del 1928 a Cleburne, in Texas.